# 四倉パーキングエリア
四倉パーキングエリア（よつくらパーキングエリア）は、福島県いわき市四倉町にある、常磐自動車道のパーキングエリア。

## 概要

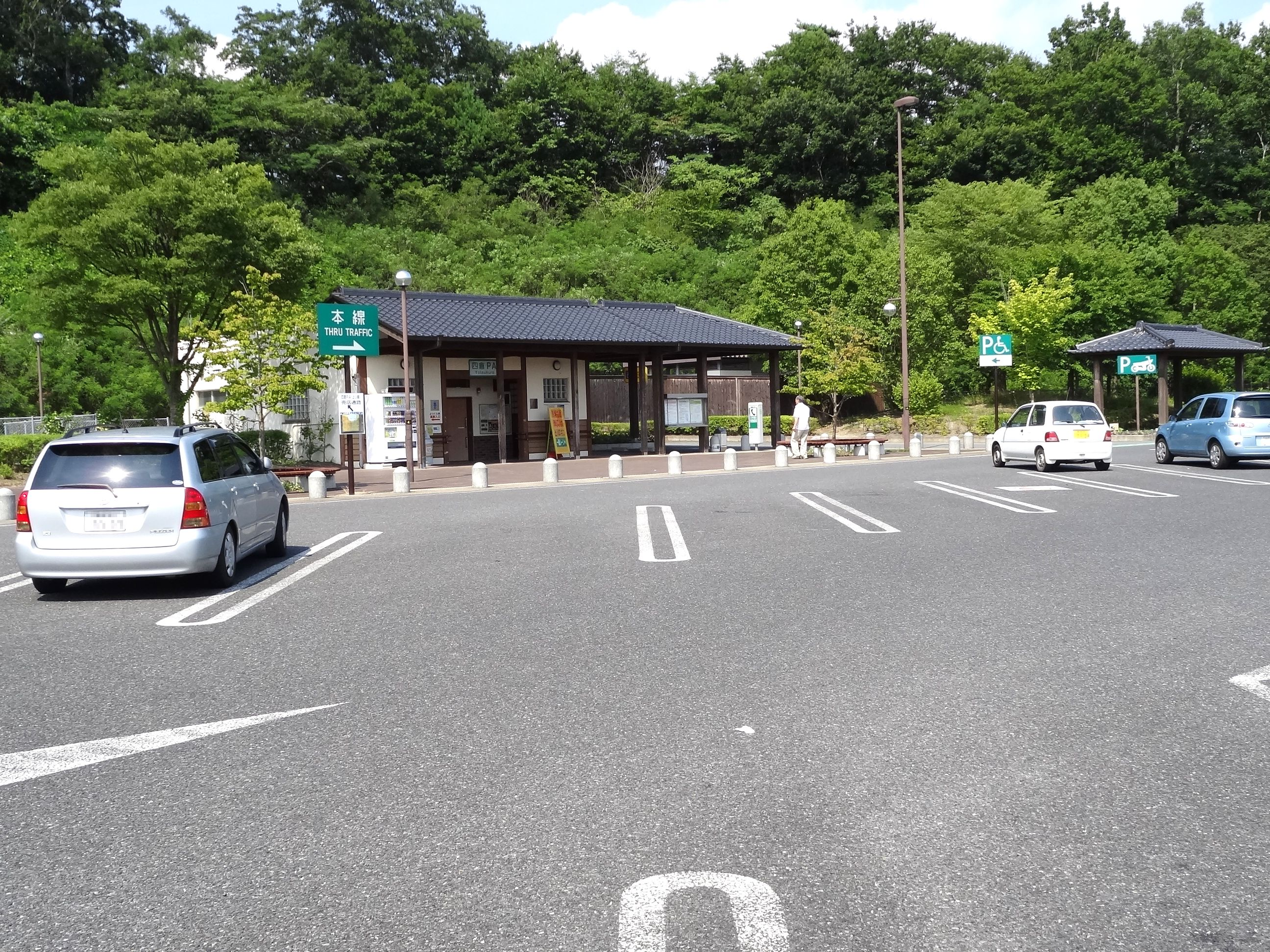
商業施設開業前の四倉パーキングエリア（下り線）

いわき四倉IC - 広野IC間の開通と同時に供用開始された。
開業後、下り線は長らくトイレと自動販売機のみのPAだったが、全線開通後の交通量増大に伴い2017年（平成29年）8月3日に商業施設がオープンした。

## 施設

### 上り線（水戸・東京方面）
本PAは高速道路を利用しなくても売店へは外から入ることができる。
- 駐車場
  - 大型 15台
  - 小型 15台
- トイレ
  - 男性 大2（和式1・洋式1）・小4
  - 女性 6　（和式2・洋式4）
    - 同伴の男児用 1

  - 車椅子用 1
- スナックコーナー（7:00 - 20:00）
- ショッピングコーナー（7:00 - 20:00）
- 給電スタンド（24時間）
- 自動販売機

### 下り線（相馬・仙台方面）
- 駐車場
  - 大型 15台
  - 小型 14台
- トイレ
  - 男性 大2（和式1・洋式1）・小4
  - 女性 6　（和式2・洋式4）
    - 同伴の男児用 1

  - 車椅子用 1
- スナックコーナー（6:30 - 19:30[1]）
- ショッピングコーナー（6:30 - 19:30[1]）
- 給電スタンド（24時間）
- 自動販売機

## 隣
E6 常磐自動車道
(17)いわき中央IC - 四倉PA - (18)いわき四倉IC